# Desmond Lowden
Pour les articles homonymes, voir Lowden.
Desmond Lowden, né le 27 septembre 1937 à Winchester, dans le Hampshire, en Angleterre, est un écrivain et un scénariste britannique, auteur de roman policier.

## Biographie
En 1969, il publie son premier roman, Bandersnatch. En 1989, avec son sixième roman intitulé Shadow Run, il est lauréat du Silver Dagger Award 1989.

## Œuvre littéraire

### Romans
- Bandersnatch (1969)
- The Boondocks (1972)
- Bellman and True (1975)
- Boudapesti 3 (1979)
- Sunspot (1981)
- Cry Havoc (1984)
- Shadow Run (1989), aussi paru sous le titre Once in Royal
- Chain (1990)

## Filmographie

### Adaptations de son œuvre littéraire
- 1987 : Bellman and True, film britannique réalisé par Richard Loncraine, adaptation du roman éponyme
- 1993 : L'Affaire Karen McCoy (The Real McCoy), film américain réalisé par Russell Mulcahy, adaptation de Bellman and True
- 1998 : Shadow Run (en), film britannique réalisé par Geoffrey Reeve (en), adaptation du roman éponyme
- 2003 : Un tueur aux trousses (Quicksand ), film français-britannico-allemand, réalisé par John Mackenzie, adaptation de Boudapesti 3

### Scénarios pour la télévision
- 1965 : No Baby, No Baby at All, épisode de la série télévisée britannique ITV Play of the Week (en)
- 1968 : The News-Benders, épisode de la série télévisée britannique Thirty-Minute Theatre (en)
- 1982 : Jake's End, épisode de la série télévisée britannique BBC2 Playhouse (en)
- 1990 : There for the Picking, épisode de la série télévisée britannico-australienne Bergerac

## Prix et distinctions

### Prix
- Silver Dagger Award 1989 pour Accidental Crimes[1]